# Vladimír Franz

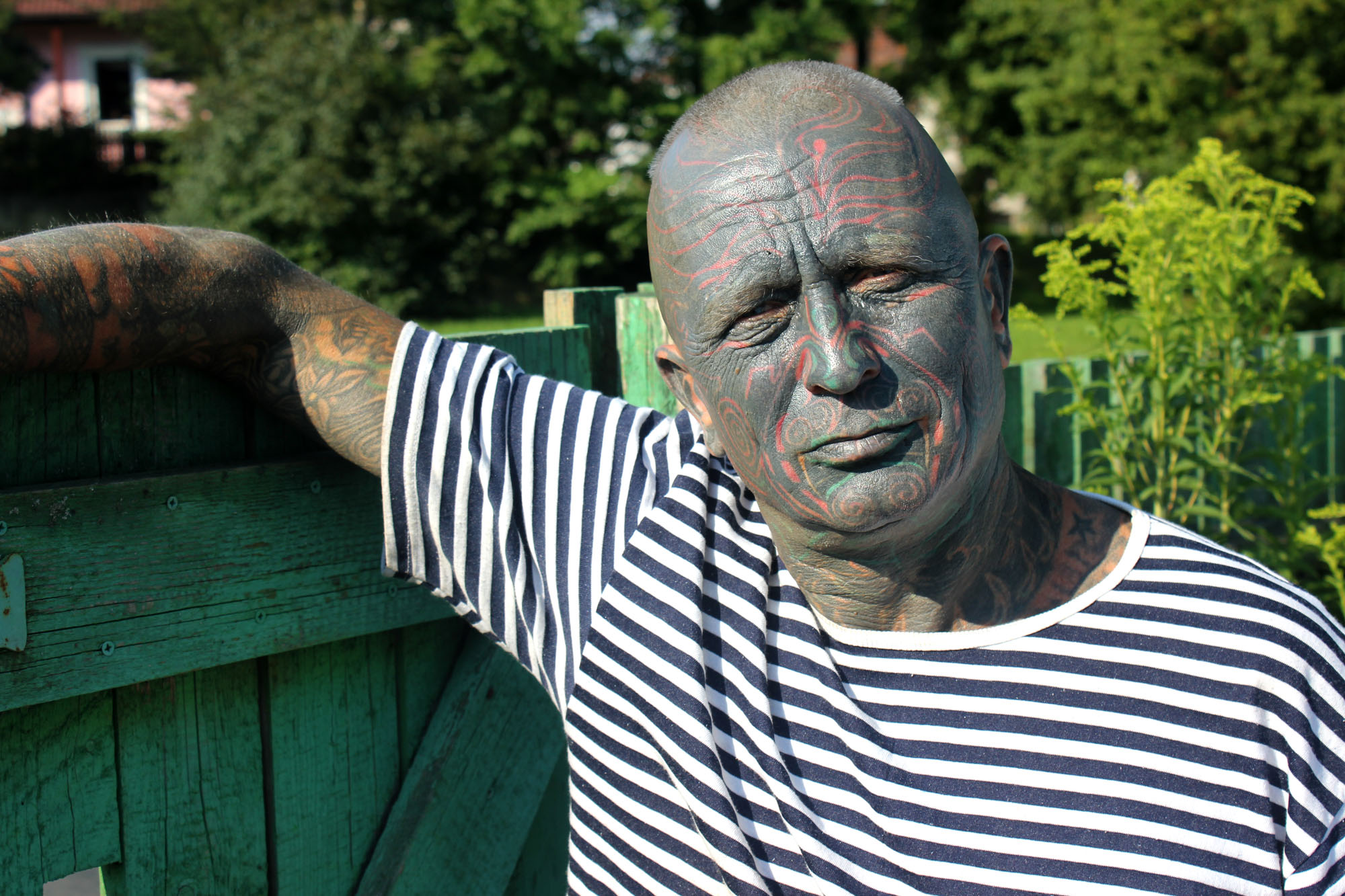
Vladimír Franz

Vladimir Franz (Praga, 25 de mayo de 1959) es un artista, compositor, abogado y político checo. En 1982 terminó la licenciatura de derecho en la Universidad Carolina, pero decidió no dedicarse a esta profesión. Empezó a dedicarse a las artes. Hoy es profesor en la Facultad de Teatro en AMU.  
En el año 2012 aceptó ser candidato para presidente de la República Checa tras la obtención de 88 000 firmas, siendo conocido como el «candidato verde» pese a no ser ecologista. Como candidato a presidente llama la atención no solo a los periodistas checos, sino también alrededor del mundo, porque el 90% de su cuerpo está tatuado. Franz no ganó las elecciones en su nación y ocupó el tercer puesto en las votaciones.
Al inicio de una entrevista, el comenzó diciendo: «Mis tatuajes son mi pequeño jardín privado, ellos no son un obstáculo, me dan más valor porque las elecciones no son un concurso de belleza. Se trata de la tolerancia y la cultura.»